# Estipendi (antiga Roma)
L'estipendi (stipendium) era una pensió o paga (de stipem i pendo) perquè abans de l'existència de les monedes de plata els pagaments es feien en coure, en pes i no en valor. Segons Tit Livi la pràctica de donar pagues als soldats fou introduïda després del 405 aC en ocasió de la conquesta de Tarracina, però ja abans els tribuns havien proposat (421 aC) que els ocupants de terres públiques paguessin una vectigàlia regular que s'hauria d'aplicar al pagament de les tropes, i probablement fou acordat per obtenir de la plebs el vot favorable a la guerra contra Veïs.
En tot cas abans del 405 aC els pagaments foren irregulars i segurament limitat a les persones amb càrregues. El 403 aC es va assignar una certa paga als soldats que combatien contra Veïs i fins i tot als cavallers, i així la paga va esdevenir general. L'estipendi era sufragat pels vençuts en les campanyes militars durant un temps determinat, a part de mantenir a l'exèrcit ocupant.
Segons Polibi la paga diària d'un soldat era de dos òbols; els cavallers rebien el doble i més tard el triple (triplex stipendium merebant) mesura establerta pel tribú Gneu Corneli Cos (400 aC); segons Polibi els centurions rebien també el doble que els soldats (és a dir quatre òbols), els cavallers una dracma o denari; a més els soldats rebien una provisió de gra (demensum) d'un medimnus àtic, els cavallers 7 medimnus; la infanteria dels aliats una quantitat indeterminada i els cavallers aliats 1 medimnus, però aquestos ho rebien gratuïtament mentre els romans ho veien descomptat de la seva paga.
Tiberi Semproni Grac va establir un pagament als soldats per roba (però aquesta norma no es va aplicar o va caure en desús); Juli Cèsar va doblar les quantitats de l'estipendi abans de la guerra civil, i els va donar als soldats gra sense restriccions. Sota August la paga va pujar a deu asos al dia, 300 al més i 1200 en quatre mesos (tres aureus); aquesta suma fou considerada una unitat anomenada estipendi, que era pagada tres vegades a l'any. Domicià i va afegir 25 denaris (1 aureu) i la quantitat resultant va continuar amb el nom d'estipendi. Les cohorts pretorianes rebien el doble estipendi que els legionaris. La paga dels tribuns no es coneix, però era més gran (potser 48 aureus per any).
«Estipendiari» és en general el que rep un estipendi o diner fixat. Sota els romans era estipendiari qui rebia un salari fix (stipen diarius miles) generalment soldats de l'exèrcit o veterans que havien servit molts anys o en moltes campanyes. Estipendiària podia ser també una ciutat sotmesa a un tribut regular.